# Altenmünster
 Denne artikel omhandler  kommunen  Altenmünster i Regierungsbezirk Schwaben . Opslagsordet har også en anden betydning, se  Altenmünster (Unterfranken).
Altenmünster er en kommune i Landkreis Augsburg i Regierungsbezirk Schwaben i den tyske delstat Bayern, med med knap 3.800 indbyggere.
I kommunen er følgende landsbyer og bebyggelser: Altenmünster, Baiershofen, Eppishofen, Hegnenbach, Hennhofen, Neumünster, Unterschöneberg, Violau, Zusamzell
Altenmünster kom i det 9. århundrede under Kloster Ellwangen, og i 1262 under Kloster Oberschönenfeld.